# 曹延恭
曹 延恭（そう えんきょう、生没年不詳）は、北宋時期の曹氏帰義軍節度使の五代目である。曹元徳の子になる。叔父の曹元忠の死後、曹延恭が位を継いだ。
宋の太祖の開宝9年（976年）、位は既に検校太傅であり、中書令をかねていたが、併せて譙郡開国公に封じられた。
久しからずして、曹延恭の死後、曹元忠の子の曹延禄が位を継いだ。